# Wanwimol Jaenasavamethee
Wanwimol Jaenasavamethee (tiếng Thái: วรรณวิมล เจนอัศวเมธี; sinh ngày 19 tháng 4 năm 2000), còn có nghệ danh là June (จูน), là một nữ diễn viên và người mẫu người Thái Lan. 

## Đời tư
June sinh ngày 19 tháng 4 năm 2000 tại Bangkok, Thái Lan. Cô tốt nghiệp trung học Trường Ratwinit Bangkaeo từ năm 2000 và tốt nghiệp Trường Đại học Srinakharinwirot với bằng cử nhân chuyên nghànnhh đổi mới giao tiếp xã hội, nhận bằng hoàng gia vào tháng 12 năm 2022 cùng với Pawat Chittsawangdee và Pattranite Limpatiyakorn.

## Sự nghiệp
Khi còn học cấp 2, June từng làm người mẫu và chụp một số ảnh tạp chí. Sau khi bắt đầu học bậc cử nhân vào năm 2018, June đã tham gia cuộc thi "Go On Girl Star Search" do GMMTV, Clean&Clear kết hợp tổ chức và cũng là người chiến thắng. Vì vậy, cô đã trở thành diễn viên trực thuộc công ty GMMTV. Cùng năm đó, cô ra mắt với vai Koi trong bộ phim truyền hình The Gifted. Kể từ khi ra mắt, cô đã đóng những vai phụ trong trong nững bộ phim nổi tiếng như Sangnuea trong Turn Left Turn Right , Hana trong F4 Thailand: Boys Over Flowers , Nink trong 10 Years Ticket , và Luna trong 23.5 độ nghiêng trái đất. Cô có vai chính đầu tiên trong loạt phim The War of Flowers với vai Iris.

## Danh sách phim

### Phim truyền hình
| Năm  | Tựa                            | Vai       | Vai trò   | Đài         |
| ---- | ------------------------------ | --------- | --------- | ----------- |
| 2018 | The Gifted                     | Koi       | Nữ phụ    | One 31      |
| 2019 | Boy For Rent                   | Bonne     | Khách mời | One 31      |
| 2020 | Turn Left Turn Right           | Sangnuea  | Nữ phụ    | GMM 25      |
| 2020 | 2gether: The Series            | Wan       | Khách mời | GMM 25      |
| 2020 | Who Are You                    | June      | Nữ phụ    | GMM 25      |
| 2020 | Girl Next Room: Richy Rich     | Fahsai    | Nữ phụ    | GMM 25      |
| 2020 | My Gear and Your Gown          | Pang      | Nữ phụ    | GMM 25      |
| 2021 | Mr. Lipstick                   | Dujdao    | Nữ phụ    | GMM 25      |
| 2021 | F4 Thailand: Boys Over Flowers | Hana      | Nữ phụ    | GMM 25      |
| 2022 | The War of Flowers             | Ai/Iris   | Nữ chính  | GMM 25      |
| 2022 | The Three GentleBros           | Rata      | Nữ phụ    | GMM 25      |
| 2022 | Never Let Me Go                | Maggie    | Nữ phụ    | GMM 25      |
| 2022 | 10 Years Ticket                | Nink      | Nữ phụ    | GMM 25      |
| 2023 | Dangerous Romance              | Nubdao    | Nữ phụ    | GMM 25      |
| 2023 | Faceless Love                  | Thanya    | Nữ phụ    | Prime Video |
| 2024 | 23.5 độ nghiêng trái đất       | Luna      | Nữ phụ    | GMM 25      |
| 2024 | Ploy's Yearbook                | Prakaimuk | Nữ phụ    | GMM 25      |
| 2024 | High School Frenemy            | Airy      | Nữ phụ    | GMM 25      |
| TBA  | Whale Store XOXO               | Tonnam    | Nữ phụ    | GMM 25      |
| TBA  | Dare You to Death              | Cherine   | Nữ phụ    | GMM 25      |

### Phim điện ảnh
| Năm  | Tưa              | Vai  |
| ---- | ---------------- | ---- |
| 2024 | Love You to Debt | Nita |

### Tivi show
| Năm  | Tựa đề                         | Đài     | Ghi chú    | Vai trò            |
| ---- | ------------------------------ | ------- | ---------- | ------------------ |
| 2016 | Let's Play Challenge           | YouTube | Tập 48     | Khách mời          |
| 2018 | Beauty&The Babes My First Date | YouTube |            | Thành viên cố định |
| 2020 | Beauty&The Babes Season 3      | YouTube | Tập 2, 3,5 | Khách mời          |

## Buổi biểu diễn trực tiếp

### Concert
| Năm  | Thời gian          | Tên                    | Quốc gia / Khu vực | Địa điểm   | Ghi chú |
| ---- | ------------------ | ---------------------- | ------------------ | ---------- | ------- |
| 2025 | Ngày 28-29 tháng 6 | Blush Blossom Fan Fest | Thái Lan           | Union Hall | -       |

### Fan meeting
| Năm  | Thời gian       | Tên                                       | Quốc gia / Khu vực | Địa điểm                            | Tham khảo |
| ---- | --------------- | ----------------------------------------- | ------------------ | ----------------------------------- | --------- |
| 2023 | Ngày 28 tháng 2 | Never Let Me Go Final EP. Fan Meeting     | Thái Lan           | True Icon Hall, 7th floor, Iconsiam | [ 5 ]     |
| 2023 | Ngày 3 tháng 11 | Dangerous Romance Final EP. Fan Meeting   | Thái Lan           | Ultra Arena Show DC 6/F             | [ 6 ]     |
| 2024 | Ngày 24 tháng 5 | 23.5 Lovtitude Final EP. Fan Meeting      | Thái Lan           | Siam Pavalai Royal Grand Theatre    | [ 7 ]     |
| 2024 | Ngày 5 tháng 10 | June Wanwimol Fan Meeting in Vietnam      | Việt Nam           | Nhà hát Bến Thành                   | -         |
| 2024 | Ngày 3 tháng 12 | High School Frenemy Final EP. Fan Meeting | Thái Lan           | Siam Pavalai Royal Grand Theatre    | [ 8 ]     |

### Các buổi biểu diễn khác
| Năm  | Thời gian        | Tên              | Quốc gia / Khu vực | Địa điểm     |
| ---- | ---------------- | ---------------- | ------------------ | ------------ |
| 2023 | Ngày 23 tháng 12 | GMMTV Starlympic | Thái Lan           | IMPACT Arena |